# Forum Neue Städtetouren
Forum Neue Städtetouren e. V. ist ein Dachverband von etwa 20 Organisationen die nach einem gemeinsamen Qualitätsstandard für Stadtführungen mit geschichtlichem, sozialem und umweltverträglichem Profil arbeiten, das sich StattReisen nennt. Die meisten Mitgliedsorganisationen sind als lokale Stadttouren-Vereine organisiert und treten unter dem Namen StattReisen auf. Der Verband bietet auch eine übergreifende StattReisen-Karte an.

## StattReisen
Das Motto der Stattreisenteams ist, statt zu verreisen, „die eigene oder fremde Stadt und ihre Umgebung zu entdecken und zu verstehen“, und prägt die verschiedenen Formen von Stadtführungen, die sich als Alternative und Ergänzung zu den rein touristischen Angeboten verstehen:
Stattreisen verbindet ihre Rundgänge mit dem Konzept der Geschichtswerkstätten, die mit dem Leitspruch „Grabe, wo du stehst.“ in den 1980er Jahren begannen, die Alltagswelt auch zum Thema der Geschichte, der Forschung und Wissenschaft zu machen. Im Mittelpunkt stehen dabei Arbeits- und Lebenswelten der einfachen Leute, die mit stadt- und sozialgeographischen Fragestellungen sowie Entwicklungen in der Stadtplanung verbunden werden.
Die Alternativen Reiseveranstalter reagieren auf rechtsradikale Stimmungen und weisen mit Rundgängen auf die Geschichte der Fremden in der eigenen Stadt hin.
Stattreisen folgt dem Konzept des sanften Tourismus. Ein Aspekt davon zeigt sich in dem oben erwähnten Motto: Zu Hause zu bleiben statt wegzufahren und die eigene Stadt als touristisches Terrain zu entdecken.

## Geschichte
Die erste StattReisen-Organisation ging 1983 in Berlin als alternatives Projekt aus der Geschichtswerkstatt Pankehallen hervor. In etlichen Städten gründeten die lokalen Teams Städtetourenangebote und gestalteten sich dabei meist als gemeinnütziger Verein. 1987 wurde in Hamburg der gemeinnützige Verein Stattreisen Hamburg und 1989 der Verein Stattreisen München gegründet. Im Anschluss gründeten sich immer mehr Stattreisenteams in unterschiedlichen Städten mit ähnlichem Profil. Da sich alle Organisationen sich auf gemeinsame Standards verpflichteten im Arbeitskreis Neue Städtetouren, wurde nach über 10 Jahren Zusammenarbeit der Dachverband Forum Neue Städtetouren e. V. im Jahr 2000 gegründet. Auch das Institut Geschichte Für Alle – Institut für Regionalgeschichte aus der Metropolregion Nürnberg hat sich dem Stattreisenkonzept und der Dachorganisation angeschlossen.

## Verband
Der Verband hat sich die Förderung von Schul- und Jugendfahrten zum Ziel gesetzt. 2005 wurde das Stattreisen-Projekt „nachhaltige Klassenreisen“ von der UN-Dekade „Bildung für nachhaltige Entwicklung“ zum offiziellen Dekade-Projekt ernannt.
Der Verband Forum Neue Städtetouren prüft die Qualität seiner Mitglieder bei Neuaufnahme gemäß dem Profil. Die Namen Stattreisen und StattReisen sind markenrechtlich von diesem Dachverband geschützt. Einzige Ausnahme ist Stattreisen Zürich, das Züricher Team gab es schon vor der Markenschutz des Namens.
Jedes Jahr veranstaltet der Verband zwei Tagungen für Gedankenaustausch, Weiterentwicklung und der Planung gemeinsamer Strategien. Ein weiteres Betätigungsfeld des Verbands ist die StattReise-Karte die eine Ermäßigung der Führung bringt in seiner Laufzeit von einem Jahr.